# Kosienice
Kosienice – wieś w Polsce, położona w województwie podkarpackim, w powiecie przemyskim, w gminie Żurawica.
| SIMC    | Nazwa            | Rodzaj    |
| ------- | ---------------- | --------- |
| 0613688 | Browar           | część wsi |
| 0613694 | Dolne Miasteczko | część wsi |
| 0613702 | Górne Miasteczko | część wsi |
| 0613719 | Kolonia Tapińska | część wsi |
| 0613725 | Młyny            | część wsi |
| 0613731 | Olesiów          | część wsi |
| 0613748 | Średnie          | część wsi |

W latach 1975–1998 miejscowość administracyjnie należała do województwa przemyskiego.
Miejscowość jest siedzibą rzymskokatolickiej Parafii Matki Bożej Bolesnej.